# Hypermiling
Hypermiling es el acto de conducir utilizando técnicas de Conducción eficiente. A aquellos que practican estas técnicas se les llama "hypermilers". 
El Hypermiling puede ser practicado en cualquier vehículo independientemente de su consumo de combustible. Se ha ido haciendo popular como resultado del incremento de los precios del combustible que se vienen dando desde el año 2003. 
En el año 2008 la palabra hypermiling fue seleccionada como el neologismo del año en idioma inglés por el New Oxford American Dictionary.

## Programas de seguridad y concienciación
El Hypermiling ha estado bajo sospecha durante mucho tiempo debido a quejas sobre comportamientos peligrosos o ilegales llevados a cabo por algunos hypermilers, como por ejemplo conducir a Rebufo de vehículos grandes en autopistas para ahorrar combustible. 
A raíz de este hecho, en agosto de 2008 se constituyó en los Estados Unidos la "Hypermiling Safety Foundation" a fin de promover un programa de concienciación pública sobre la seguridad apostando por técnicas de ahorro de combustible legales.

## El Hypermiling como deporte
Se han llevado a cabo numerosos concursos de Hypermiling.
El concurso Maximum Fuel Economy Se llevó a cabo en Elkhart, Indiana, donde se lograron los "récords mundiales" para los modelos Honda Insight (1,104 l/100km), Toyota Prius (1,73 l/100km) y el Ford Escape Hybrid (3,095 l/100km). Los concursantes utilizaron técnicas que incluían no parar en las señales de stop e inflar las ruedas bastante más allá de las especificaciones recomendadas.
Otro concurso es el "Tour to the Shore", llevado a cabo en Nueva Jersey, el cual evalúa conductores de coches y camiones